# Pa-Pa-Pa-Pa-Puffy
Pa-Pa-Pa-Pa-Puffy (パパパパパフィー?) fue un programa de televisión semanal nocturno japonés conducido por el dueto de J-pop Puffy AmiYumi (compuesto por Ami Onuki y Yumi Yoshimura) en el canal de televisión TV Asahi. El programa se transmitió a partir del 1 de octubre de 1997 hasta el 30 de marzo de 2002, reemitiéndose durante un corto periodo en 2006, para celebrar el décimo aniversario de Puffy AmiYumi.
En Pa-Pa-Pa-Pa-Puffy tuvieron como invitados a varias personalidades japonesas del género musical como Glay, Hyde, Da Pump, JUDY & MARY, Gackt, entre otros. Ocasionalmente tenían invitados extranjeros como Lenny Kravitz, Harrison Ford, Sylvester Stallone, Garbage, entre muchos otros.  